# Heart on My Sleeve (Ella Mai)
Heart on My Sleeve è il secondo album in studio della cantante britannica Ella Mai, pubblicato il 6 maggio 2022 dalle etichette discografiche 10 Summers e Interscope Records.

## Descrizione
Il secondo progetto discografico di Ella Mai vede la cantante autrice di tutte e quindici le tracce, con la  partecipazione di numerosi autori e produttori, tra cui Kirk Franklin, Leon Thomas III, Boi-1da, Mary J. Blige. L'album presenta tre collaborazioni con Latto, Roddy Ricch e Lucky Daye. Ella Mai ha raccontato il processo creativo in un'intervista alla Recording Academy:
(Ella Mai)

## Accoglienza
| Recensione        | Giudizio |
| ----------------- | -------- |
| AllMusic          |          |
| Clash             | 8/10     |
| Daily Californian |          |
| Daily Telegraph   |          |
| The Guardian      |          |
| HipHopDX          |          |
| Pitchfork         | 7.3/10   |

Heart on My Sleeve ha ricevuto recensioni generalmente positive da parte della critica musicale, ottenendo un punteggio di 74 su 100 sulla piattaforma Metacritic. Billboard, inserendo l'album nella lista dei 50 migliori album del 2022, descrive il progetto come «una raccolta di brani maturi e vulnerabili che raccontano i suoi incontri personali con i trionfi e i problemi dell'amore».
Michelle Hyun Kim di Vulture ha descritto il progetto come «una conversazione tra generazioni; [...] In Heart on My Sleeve, Ella descrive l'abbandono al disordine dell'amore usando metafore cinematografiche». La giornalista si sofferma sulle doti vocali della cantante, scrivendo che «la produzione così ampia ha spinto Ella a sfidare se stessa dal punto di vista vocale. [...] Si può sentire l'attenzione di Ella per i dettagli quando mette una sfumatura di vibrato o indugia su certe sillabe, mentre i suoi stessi cori di sottofondo danno corpo al resto del paesaggio emotivo», paragonandolo alle armonie delle Destiny's Child e di Brandy.

## Tracce
1. Trying – 3:17 (Ella Mai Howell, Charles Hinshaw, Dijon McFarlane, Nicholas Matthew Balding, Peter Johnson, Shah Rukh Zaman Khan)
2. Not Another Love Song – 4:15 (Ella Mai Howell, Jahaan Sweet, Matthew Samuels, Khristopher Riddick-Tynes, Leon Thomas III, Varren Wade)
3. Didn't Say (feat. Latto) – 4:05 (Ella Mai Howell, Alyssa Michelle Stephens, Dijon McFarlane, Shah Rukh Zaman Khan, Varren Wade)
4. Break My Heart – 3:14 (Ella Mai Howell, Charles Hinshaw, Dernst Emile II)
5. Fallen Angel – 4:21 (Ella Mai Howell, Ariowa Irosogie, Gaeten, Jahaan Sweet, James Anderson, Kirk Franklin, Richard Olowaranti Mbu Isong)
6. How (feat. Roddy Ricch) – 3:38 (Ella Mai Howell, Rodrick Wayne Moore Jr., Dijon McFarlane, Feliciano Ecar, Floyd Eugene Bentley III, Harissis Tsakmaklis, Jorge Augusto, Luzian Tuetsch, Nicholas Matthew Balding, Varren Wade)
7. Pieces – 3:18 (Ella Mai Howell, Danny Schofield, Nolan Lambroza, Varren Wade)
8. DFMU – 3:17 (Ella Mai Howell, Dijon McFarlane, Charles Hinshaw)
9. Hide – 3:28 (Ella Mai Howell, Dijon McFarlane, Charles Hinshaw, Omar Edwards)
10. Power of a Woman – 3:33 (Ella Mai Howell, Dijon McFarlane, Cam Griffin, Jason Pounds, Varren Wade)
11. A Mess (feat. Lucky Daye) – 3:53 (Ella Mai Howell, David Brown, Cameron Joseph, Matthew Samuels, Michael Samuels Jr., Mike McGregor, Peter Iksander)
12. Feels Like – 3:19 (Ella Mai Howell, Chloe George, Jorgen Odegard, Stephanie Nicole Jones)
13. Leave You Alone – 3:29 (Ella Mai Howell, Edgar Etienne, Harmony Samuels, Varren Wade)
14. Sink or Swim – 3:54 (Ella Mai Howell, Charles Hinshaw, Dernst Emile II, Mary Jane Blige)
15. Fading Out – 3:34 (Ella Mai Howell, Jahaan Sweet, Varren Wade)

Tracce bonus nell'edizione deluxe
1. 2 O'Clock – 3:50 (Ella Mai, Howell, Ciaran Brennan, Louis Kevin Celestin, Pol Brennan, Varren Wade)
2. This Is – 3:26 (Ella Mai Howell, Dana Meyers, Grace Redway, Howard Hewett, LaDamon "Fatboi" Douglas, Dijon McFarlane)
3. Our Song – 3:19 (Ella Mai Howell, Varren Wade, Aliandro Prawl, Khris Riddick-Tynes)

## Successo commerciale
Negli Stati Uniti Heart On My Sleeve ha esordito alla posizione numero 15 della Billboard 200, con 20 000 unità. Il progetto è inoltre divenuto il secondo della cantante ad esordire nelle prime dieci posizioni della Top R&B/Hip-Hop Albums e terzo nelle prime cinque posizioni della Top R&B Albums.

## Classifiche
| Classifica (2022)         | Posizione massima |
| ------------------------- | ----------------- |
| Stati Uniti               | 15                |
| Stati Uniti (R&B)         | 2                 |
| Stati Uniti (R&B/hip-hop) | 9                 |